# Camaricus florae
Camaricus florae là một loài nhện trong họ Thomisidae.
Loài này thuộc chi Camaricus. Camaricus florae được Alberto Barrion & James A. Litsinger miêu tả năm 1995.